# Estação La Cisterna
A Estação La Cisterna é uma das estações do Metrô de Santiago, situada em Santiago, entre a Estação San Ramón, a Estação El Parrón e a Estação El Bosque. É uma das estações terminais da Linha 4A e faz parte da Linha 2.
Foi inaugurada em 22 de dezembro de 2004. Localiza-se no cruzamento da Gran Avenida com a Rodovia Vespucio Sur. Atende a comuna de La Cisterna.